# Stikstofnarcose
Stikstofnarcose (ook wel inert gas narcose genoemd) is een toestand van bedwelming die zich bij een duiker voordoet wanneer stikstofgas in het ademgas met een hoge partiële druk wordt ingeademd. De transmissie van gegevens tussen zenuwcellen wordt hierdoor nadelig beïnvloed.
Dit effect vindt ook plaats met andere inerte gassen. Argon is circa tweemaal zo narcotisch en naar -180 m duiken met Helium voelt wat betreft de narcose net als duiken naar -30 m op lucht.

## "Dieptedronkenschap" en gewenning?
Stikstofnarcose is qua beleving en verschijnselen quasi gelijk aan een dronkenschap ten gevolge van alcoholgebruik. De aandoening wordt dan ook dikwijls "dieptedronkenschap" genoemd. Het grootste gevaar schuilt in een algehele versuffing en verlies van realiteitszin wat resulteert in irrationele handelingen die in een watermilieu erg gevaarlijk zijn voor de duiker, zijn buddy of beiden.
Het zijn enkel duikers die dit fenomeen ervaren. Het wordt doorgaans pas voelbaar op dieptes vanaf -30 m. De verschijnselen verdwijnen meteen bij de opstijging (lees: drukverlaging).
Het is een blijvende discussie of gewenning mogelijk is of niet. De voorstanders van deze theorie beweren dat het mogelijk is om eraan te wennen, of dat het op ervaren duikers evenveel invloed heeft als op beginners, maar dat ervaren duikers beter kunnen omgaan met de effecten ervan. De grens is volgens hen afhankelijk van de duiker in kwestie, zijn fysieke conditie die dag en in het algemeen en zijn graad van gewenning en training verlegt de grens tot waar een duiker veilig kan afdalen.
Tegenstanders vergelijken diep duiken op lucht vaak met rijden onder invloed van alcohol: je hebt het gevoel dat je eraan went, maar in de praktijk gaat je reactietijd flink omlaag en wordt de kans op ongelukken een stuk groter dan nuchter. Op het moment dat er iets onverwachts gebeurt, zal de duiker niet helder kunnen reageren en mogelijk zich harder inspannen waardoor er kooldioxide opgebouwd wordt, wat een versterkend effect heeft op de narcose en de duiker in een neerwaartse spiraal brengt.

## Helium en zuurstof
Om dieper te kunnen gaan, ademen ervaren duikers niet langer lucht, maar mengsels waarbij een deel van de stikstof is vervangen door helium : Trimix (stikstofgas-zuurstofgas-helium) of Heliox (helium-zuurstofgas). Vroeger werden deze gassen slechts voor de echt diepe duiken gebruikt, tegenwoordig echter zijn er steeds meer duikers die al vanaf -30 m diepte kiezen voor Trimix. Beneden de 30-35 m diepte duiken met gewone perslucht (met 79% stikstof) staat ook wel bekend als Deep Air.
Er is een wijdverbreid misverstand dat vervanging van stikstof door zuurstof in ademgassen (bijvoorbeeld bij gebruik van nitrox) ook een reducerend effect zou hebben op stikstofnarcose. In de praktijk blijkt echter dat dit effect alleen door gebruik van helium bewerkstelligd wordt. Gebruik van nitrox heeft echter wel een gunstig effect op het verkleinen van de kans op decompressieziekte.